# Erica plena
Erica plena är en ljungväxtart som beskrevs av Harriet Margaret Louisa Bolus. Erica plena ingår i släktet klockljungssläktet, och familjen ljungväxter. Inga underarter finns listade i Catalogue of Life.